# Trasporti in Angola

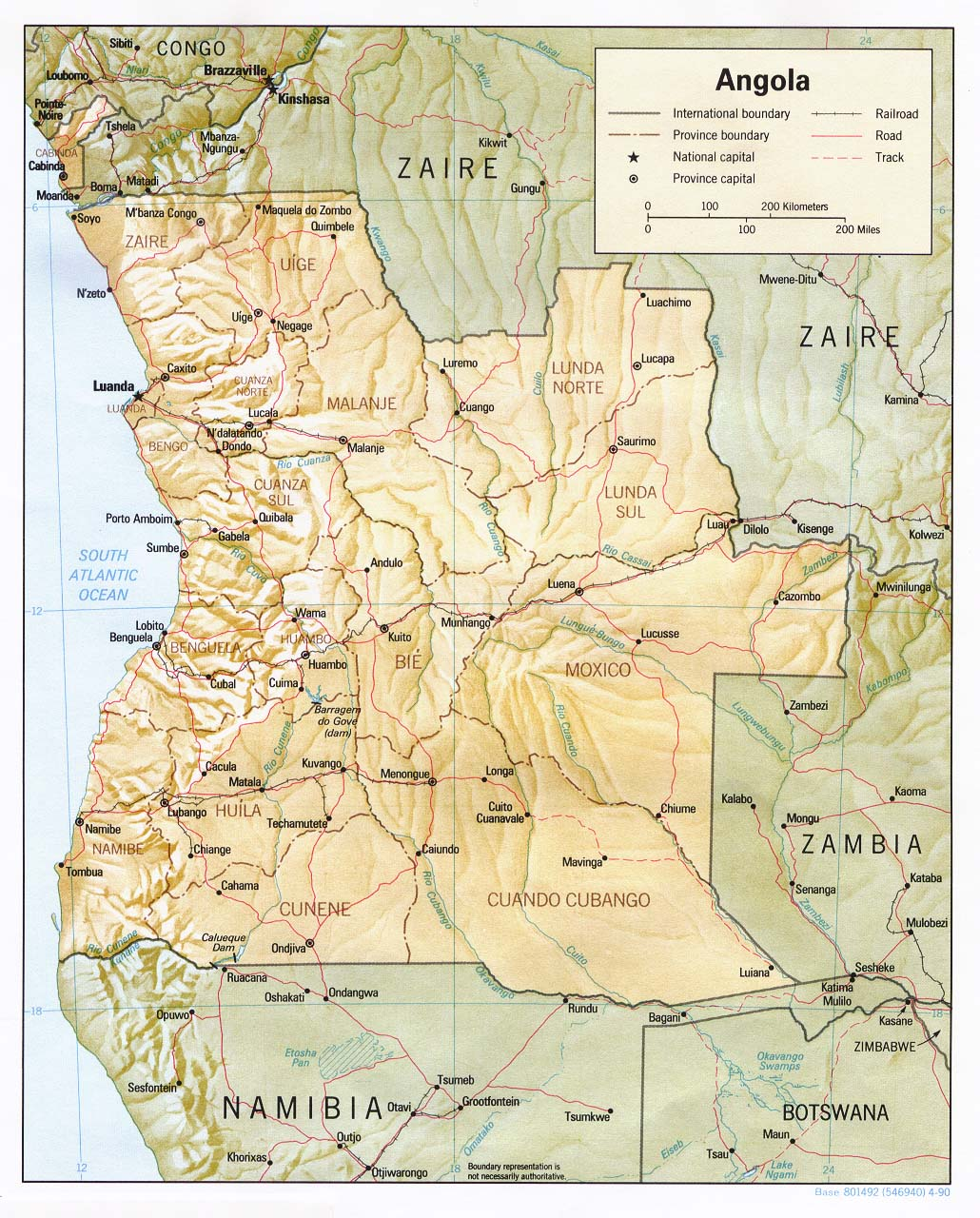
Angola: carta geopolitica con rete ferroviaria e stradale

Questa voce raccoglie le principali tipologie di Trasporti in Angola.

## Trasporti su rotaia

### Rete ferroviaria
In totale: 2.761 km di linee ferroviarie (2.638 km a scartamento di 1.067 mm, 123 km a scartamento di 600 mm), alcune delle quali non unite alla rete nazionale della Direcçao Nacional dos Caminhos de Ferro ed in parte danneggiate dalla guerra civile, come la Ferrovia transcontinentale del Benguela (dati 2002).
- collegamento a reti estere contigue
  - assente: Congo e Zambia.
  - in costruzione: Namibia, stesso scartamento e parzialmente realizzato nel 2005.

### Reti metropolitane
Non esistono sistemi di metropolitana in Angola.

### Reti tranviarie
Anche il servizio tranviario è assente in questa nazione.

## Trasporti su strada

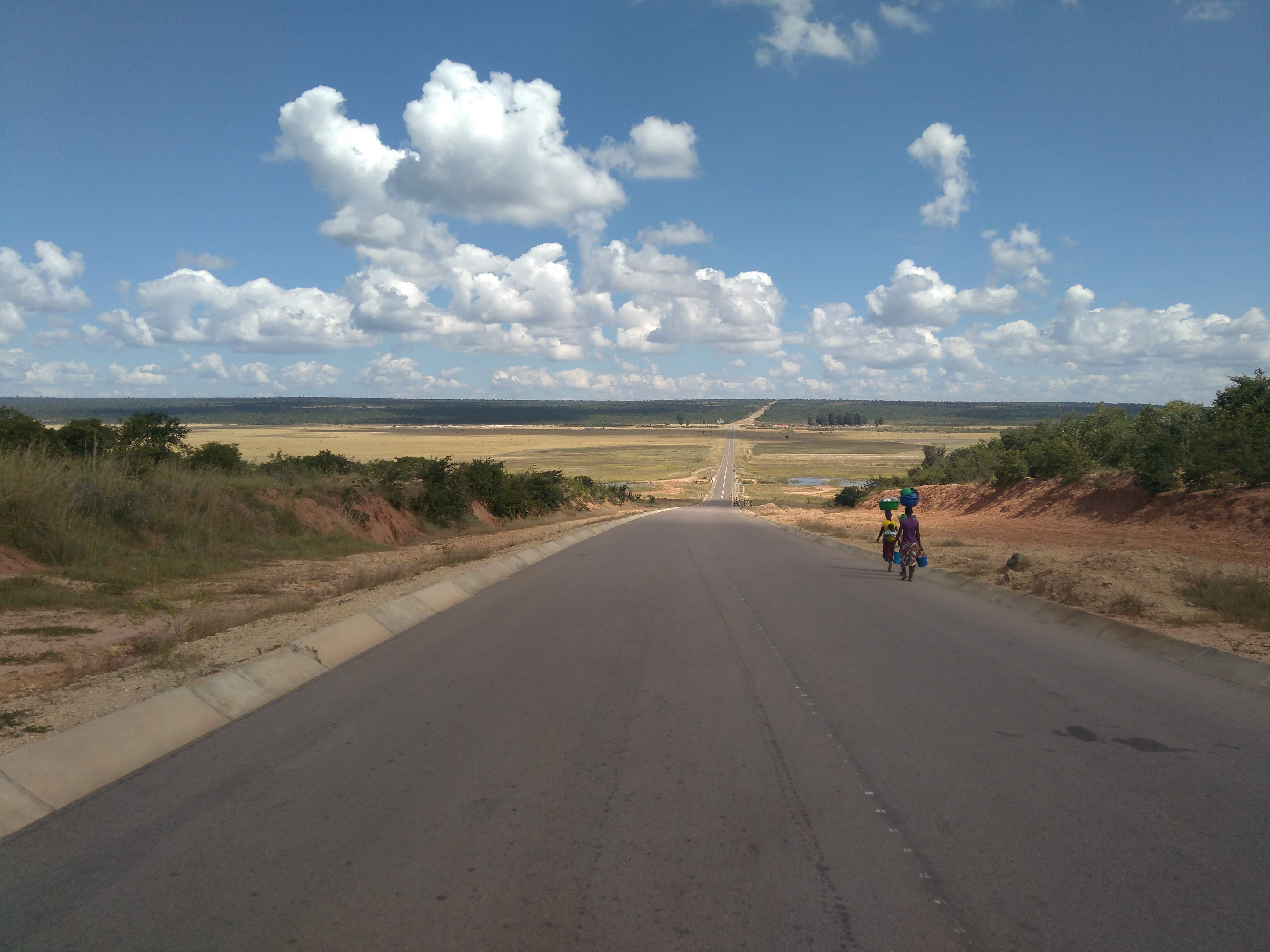
Strada nella Provincia di Cuando Cubango.

### Rete stradale
Strade pubbliche: in totale 76.626 km (dati 1997)
- asfaltate: 19.156 km
- bianche: 57.470 km.

### Reti filoviarie
Attualmente in Angola non esistono filobus.

### Autolinee
Nella capitale dell'Angola, Luanda, ed in tutte le zone abitate sono presenti aziende
pubbliche e private che gestiscono trasporti urbani, suburbani ed interurbani esercitati con autobus.

## Idrovie
In totale l'Angola dispone di 1.295 km di acque navigabili.

### Porti e scali

#### Sull'Oceano Atlantico
da nord a sud sono presenti nelle seguenti città:
- Ambriz, Cabinda, Lobito, Luanda, Malongo, Namibe, Porto Amboim e Soyo.

## Trasporti aerei
- compagnia di bandiera: TAAG Angola Airlines.

### Aeroporti
In totale: 243 (dati 2002)
a) con piste di rullaggio pavimentate: 32.
- oltre 3047 m: 4
- da 2438 a 3047 m: 8
- da 1524 a 2437 m: 14
- da 914 a 1523 m: 5
- sotto 914 m: 1.

b) con piste di rullaggio non lastricate: 211.
- oltre 3047 m: 2
- da 2438 a 3047 m: 4
- da 1524 a 2437 m: 30
- da 914 a 1523 m: 95
- sotto 914 m: 80.